# Hambrücken
Hambrücken là một thị trấn ở huyện Karlsruhe, bang Baden-Württemberg, Đức. Đô thị này có diện tích 10,97 km², dân số thời điểm 31 tháng 12 năm 2006 là 5410 người.